# 신권비객
신권비객(Fighter with Miraculous Martial Arts)은 한국에서 제작된 김형준 감독의 1978년 영화이다. 황가달 등이 주연으로 출연하였고 곽정환 등이 제작에 참여하였다.

## 출연

### 주연
- 황가달
- 허정연
- 능비
- 허일

## 제작진
- 조명: 전수용
- 녹음: 유창국
- 미술: 이봉선